# 新車の中の女
『新車の中の女』（しんしゃのなかのおんな、原題:La Dame dans l'auto avec des lunettes et un fusil）は、セバスチアン・ジャプリゾが1966年に発表した小説。原題の直訳は「眼鏡と銃をもった車の中の女」。日本では、1968年に望月芳郎の翻訳で『新車の中の女』、2015年に平岡敦の翻訳で『新車のなかの女』として、いずれも創元推理文庫から発売されている。

## 映画

### 1970年の映画
1970年、フランス・アメリカで『殺意の週末』（英題：The Lady in the Car with Glasses and a Gun、仏題：La Dame dans l'auto avec des lunettes et un fusil）のタイトルで制作された。監督はアナトール・リトバク。
キャスト
- ダニエレ（ダニー）：サマンサ・エッガー
- マイケル・コールドウェル：オリバー・リード
- フィリップ：ジョン・マケナリー
- ジーン：ベルナール・フレッソン
- アニタ：ステファーヌ・オードラン

スタッフ
- 監督：アナトール・リトバク
- 脚本：リチャード・ハリス、エレノア・ペリー
- 原作：セバスチャン・ジャプリゾ
- 製作：レイモン・ダノン

### 2015年の映画
2015年、フランスで『アナザー』（原題:La Dame dans l'auto avec des lunettes et un fusil）のタイトルでリメイクされた。監督はジョアン・スファール。
キャスト
- フレイア・メイヴァー
- バンジャマン・ビオレ
- エリオ・ジェルマーノ
- ステイシー・マーティン
- ティエリー・アンシス

スタッフ
- 監督：ジョアン・スファール
- 脚本：ジル・マルシャン、パトリック・ゴドー
- 原作：セバスチャン・ジャプリゾ
- 音楽：アニエス・オリエ

## テレビドラマ
1976年1月8日から同年3月25日までよみうりテレビ（制作）・日本テレビ系列の毎週木曜日22:00〜22:54の枠で放送されたテレビドラマ。全12回。小説の望月芳郎訳を脚色。

### あらすじ (テレビドラマ)
35歳の金剛水江は小松広告社に務めるタイピスト。かつては妻子持ちの恋人が居たが、別れた後、男性に警戒心を強く持つようになったが、社長の小松には密かに想いを寄せるようになっていた。一方、水江の同僚のデザイナー・井上亜紀は母親とアパートで二人暮らし。水江は無口で無愛想な雰囲気だが亜紀はいつも発展的な考えを持つ。このように二人の性格は異なるものの不思議と気が合うようになっていた。しかしある日、小松とのデートから帰った水江に亜紀は突然「社長（小松）と結婚する」と打ち明ける。その後、水江はふとしたことから社長の高級車フォード・サンダーバードを預かり、木崎英治と共に衝動的で冒険的なドライブの旅に出る。しかしそれには、殺人事件の罠が絡んでいた。事件に巻き込まれたり、英治との恋が生じたりしながら、水江の成熟した女性になっていくその過程などを描いて行ったロマンとサスペンスのドラマ。

### キャスト (テレビドラマ)
- 金剛水江：浅丘ルリ子
- 井上亜紀：加賀まりこ
- 小松：田村高廣
- 島崎：清水章吾
- 木崎英治：山﨑努
- 盛田：岡田眞澄
- 伊沢：平泉征 - 水江のボーイフレンド。
- 木崎はつ：小夜福子 - 水江の育ての親。
- ヨアンナ尼僧：小夜福子（二役）
- 六平：桜井センリ - 水江の育ての親で、ガソリンスタンドの主人。
- 木崎洋子：中原早苗
- 木崎健：都井健治
- 木崎ふつ：望月真理子
- みどり：児島美ゆき
- 井上留美：尾崎美奈
- 津野哲郎
- 剣持健二郎：村野武範

### スタッフ (テレビドラマ)
- 原作：セバスチアン・ジャプリゾ『新車の中の女』（『La Dame dans l'auto avec des lunettes et un fusil』）
- プロデューサー：駒井憲二
- 脚本：井手俊郎、柴田久恵、西条道彦、荒木芳久[2]
- 演出：鶴橋康夫（全話担当）
- 音楽：坂田晃一
- スタント：成田節子、福島裕子
- 制作：よみうりテレビ

### 主題歌 (テレビドラマ)
- 『白い旅』　歌：真木悠子、台詞：浅丘ルリ子（作詞：青山透、作曲・編曲：坂田晃一）
- 挿入歌：『明日の海が見える』　歌：真木悠子（作詞：石坂浩二、作曲・編曲：坂田晃一）

### サブタイトル (テレビドラマ)
| 話数 | 放送日        | サブタイトル | ゲスト                                     |
| ---- | ------------- | ------------ | ------------------------------------------ |
| 1    | 1976年1月8日  | 二人の女     |                                            |
| 2    | 1976年1月15日 | 別れみち     |                                            |
| 3    | 1976年1月22日 | 旅へ         |                                            |
| 4    | 1976年1月29日 | めぐりあい   | 上村：高津住男、天草四郎、綿引洪、小林文彦 |
| 5    | 1976年2月5日  | さすらい     | 庄司永建、田辺しげる                       |
| 6    | 1976年2月12日 | 迷路         | 柳谷寛、鈴木政晴、戸沢佑介、針谷弘之       |
| 7    | 1976年2月19日 | 疑惑         |                                            |
| 8    | 1976年2月26日 | 愛の灯       |                                            |
| 9    | 1976年3月4日  | 決断         | 森川公也、武田将二                         |
| 10   | 1976年3月11日 | 告白         | 大下哲矢                                   |
| 11   | 1976年3月18日 | 謎はとけた   | 杉原：大森暁美、多田幸雄                   |
| 12   | 1976年3月25日 | 新しい旅     |                                            |